# Clivaz
Clivaz ist ein Schweizer Familienname.

## Verbreitung
Clivaz ist ein Familienname in der Schweiz. Die Träger des Namens waren ursprünglich nur in Randogne und Saint-Jean heimatberechtigt.

## Namensträger
- Jean Clivaz (1925–2021), Schweizer Politiker (SP), Generaldirektor PTT
- Christophe Clivaz (* 1969), Schweizer Politiker (Grüne)